# Alexander Tettey
Alexander Banor Tettey (* 4. April 1986 in Accra, Ghana) ist ein ehemaliger ghanaisch-norwegischer Fußballspieler. 

## Karriere

### Verein
Der in Ghana geborene und aufgewachsene Tettey ließ sich mit seiner Familie 1999 in Norwegen nieder. Mit 13 Jahren schloss er sich dem in Bodø ansässigen Fußballverein FK Bodø/Glimt an und wechselte drei Jahre später in die Jugendabteilung von Kolstad IL.
Für das Spieljahr 2004 verpflichtete ihn der Erstligist und norwegische Meister Rosenborg BK, der ihn für das Spieljahr 2005 an den Zweitligisten Skeid Oslo auf Leihbasis abgab. Dort bestritt Tettey fünf Ligaspiele, in denen er zwei Tore erzielte. Nach Trondheim zurückgekehrt absolvierte er drei weitere Spieljahre, bevor er während des laufenden vierten Spieljahres (und nach 89 Ligaspielen und 12 Toren) nach Frankreich wechselte. Am 31. Juli 2009 unterzeichnete er einen Vierjahresvertrag beim Erstligisten Stade Rennes, den er nach drei Spielzeiten, in den er 60 Ligaspiele bestritten und zwei Tore erzielt hatte, verließ.
Zur Saison 2012/13 verpflichtete ihn der englische Erstligist Norwich City, mit dem er in der Folgesaison in die 2. Liga abstieg. In seinen knapp neun Jahren in Norwich sollte er noch insgesamt dreimal mit Norwich in die Premier League zurückkehren, wobei er 2015 mit seinen Mannen den Umweg der Play-off-Spiele benötigte und sowohl 2019 als auch 2021 die Zweitligameisterschaft gewann. Kurz darauf kehrte Tettey in seine norwegische Heimat zurück und schloss sich dem Ex-Klub Rosenborg wieder an. Dort erhielt er die renommierte Rückennummer 6, die zuvor nach dem Rücktritt der „Legende“ Roar Strand im Jahr 2010 nicht mehr vergeben worden war.

### Nationalmannschaft
Nachdem Tettey von 2004 bis 2007 mehrere Länderspiele für die Nachwuchsmannschaften der Altersklasse U-18, U-19 und U-21 absolviert hatte, debütierte er am 22. August 2007 für die norwegische A-Nationalmannschaft bei einem 2:1-Sieg gegen Argentinien. Sein erstes Länderspieltor erzielte er am 28. März 2015 in Zagreb bei der 1:5-Niederlage im EM-Qualifikationsspiel gegen die Auswahl Kroatiens mit dem Treffer zum 1:3 in der 81. Minute. Am 3. März 2017 trat Tettey aus der Nationalmannschaft zurück.